# تپه بخشی قلعه (بالاش قلعه)
تپه بخشی قلعه (بالاش قلعه) مربوط به دوره صفوی است و در شهرستان ارومیه، روستای طلا تپه واقع شده و این اثر در تاریخ ۲۵ اسفند ۱۳۷۹ با شمارهٔ ثبت ۳۳۸۲ به‌عنوان یکی از آثار ملی ایران به ثبت رسیده‌است.